# Andrzej Witos

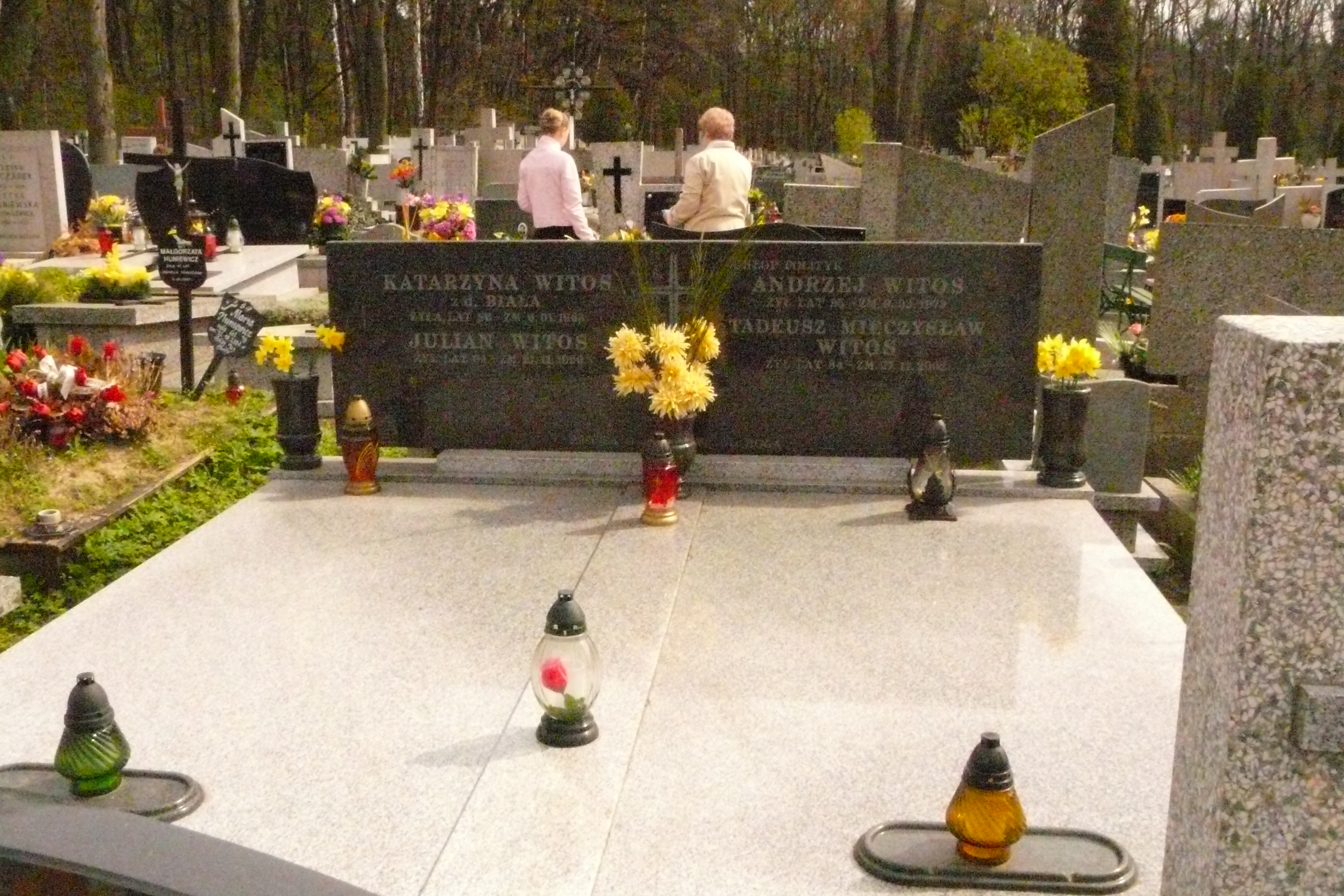
Grób Andrzeja Witosa na cmentarzu na Radogoszczu w Łodzi; przy ul. Zgierskiej 145

Andrzej Witos (ur. 8 listopada 1878 r. w Wierzchosławicach, zm. 9 marca 1973 r. w Łodzi) – działacz ruchu ludowego, wiceprzewodniczący oraz kierownik resortu rolnictwa i reform rolnych Polskiego Komitetu Wyzwolenia Narodowego, brat trzykrotnego premiera II RP Wincentego Witosa.

## Działalność przed wojną
Andrzej Witos przyszedł na świat 8 listopada 1878 r. w przysiółku Dwudniaki we wsi Wierzchosławice w powiecie tarnowskim, w ówczesnym zaborze austriackim. Był synem Wojciecha (1841–1911) i Katarzyny (1840–1920) z domu Sroka. Miał dwóch braci – starszego o 4 lata Wincentego oraz młodszego Jana, który zmarł we wczesnym dzieciństwie. 
Moje najbliższe otoczenie – to chłopska rodzina, uboga i skrzywdzona, żyjąca w niedostatku, utrzymująca się z ciężkiej, codziennej pracy u drugich. 
– przytaczał po latach premier Wincenty. Andrzej od najmłodszych lat pracował w gospodarstwie, później wraz z ojcem i bratem przy wyrębie lasu. Nie zdobył żadnego wykształcenia, a najpotrzebniejszych umiejętności jak czytanie, pisanie czy liczenie uczył go Wincenty. Z wierzchosławickiego domu wyniósł wrażliwość na chłopską niedolę i potrzebę uświadomienia współbraci nie tylko o przysługujących im prawach, ale również o konieczności zaangażowania politycznego. Obaj bracia wspominali wielokrotne wieczorne czytanie na głos przez Wincentego Trylogii Sienkiewicza czy prenumerowanie Wieńca i Pszczółki – gazet adresowanych do chłopów wydawanych przez ks. Stanisława Stojałowskiego – jednego z prekursorów ruchu ludowego na ziemiach polskich. 
W 1905 r., na fali wielkiej emigracji zarobkowej z Galicji, również Andrzej udał do Stanów Zjednoczonych, gdzie pracował jako robotnik w fabryce zamków błyskawicznych. Po dwóch latach zdecydował się na powrót do ojczyzny i zajął się prowadzeniem gospodarstwa w rodzinnych Wierzchosławicach. Stąd przeniósł się w 1920 r. z rodziną na wschód – kolejno do: Jasionowa, Lwowa i Krasnego. W tym ostatnim miejscu od 1935 r. pełnił rolę wójta. Przez lata udzielał się lokalnie – m.in. tworzył kółka rolnicze, spółdzielnie chłopskie, lokalne struktury PSL „Piast”, w którym działał od 1907 r., czy – jako wójt w Krasnem – starając się łagodzić spory polsko-ukraińskie. W tym czasie był również członkiem Naczelnego Komitetu Wykonawczego swojej partii, a w latach 1922–27 także posłem na Sejm I kadencji z okręgu 55 obejmującego powiaty województwa tarnopolskiego.
W 1940 r., wraz z żoną i synami został deportowany do Związku Sowieckiego, do ASSR Komi, gdzie został osadzony w specposiołku w Jakszardeniu. Tu, w fikcyjnym procesie, został wraz ze współtowarzyszami niewoli skazany na karę śmierci. Odzyskał wolność na mocy postanowień układu Sikorski-Majski. W 1942 r. Andrzej Witos otrzymał od związanego z ruchem ludowym ambasadora Rządu RP w ZSRR Stanisława Kota zadanie organizowania pomocy dla polskich zesłańców. Czynnie włączył się w organizację domów dziecka, przedszkoli i szkół dla polskich dzieci, w których oprócz podstawowych umiejętności jak czytanie, pisanie, liczenie, dzieci uczyły się historii, geografii. Interweniował – często skutecznie – u lokalnych dygnitarzy, np. w przypadku niewypłacania przez radzieckie zakłady pracy wynagrodzeń Polakom, dystrybuował dary z zagranicy, jak choćby ciepłą bieliznę i odzież czy artykuły spożywcze – mąkę, cukier, tłuszcze. Gdy w kwietniu 1943 r. ambasada została rozwiązana, Witos podjął pracę stolarza.

## W ZPP i PKWN
Po latach uwolnienie Andrzeja Witosa przypisywała sobie – niesłusznie – Wanda Wasilewska. Tak wspominała to wydarzenie: 
Kiedy dowiedzieliśmy się, że Witos jest na terenie Związku Radzieckiego, wprawdzie nie ten – w pierwszym momencie nie było to zupełnie jasne – wiedzieliśmy tylko, że jest Witos, gdzieś tam siedzi, więc trzeba go wyciągnąć. 
Wasilewska, która na polecenie Stalina tworzyła podległe Kremlowi organy przyszłej polskiej władzy, postanowiła wykorzystać cieszące się olbrzymim autorytetem wśród chłopów nazwisko, składając Witosowi propozycję (oczywiście nie do odrzucenia), by wszedł w skład Związku Patriotów Polskich, w którym otrzymał funkcję wiceprzewodniczącego. Mimo, że w zbiorowej świadomości ZPP zapisał się jako symbol kolaboracji z sowieckim okupantem, to jednak jego (zwłaszcza lokalni) działacze starali się realnie poprawić sytuację deportowanych Polaków. Andrzej Witos podejmował w ramach działalności w ZPP szereg różnych inicjatyw – interweniował u samego Stalina i innych najwyższych sowieckich notabli, prowadził szczegółową dokumentację, którą argumentował liczne listy i memoriały wysyłane do rządu radzieckiego, wizytował przytułki, domy dziecka, domy starców, czy organizował zbiórki pieniężne i materialne.

Na przełomie czerwca i lipca 1944 członkowie ZPP, wespół z przybyłą z okupowanej Polski delegacją Krajowej Rady Narodowej, rozpoczęli tworzenie pod egidą Stalina Polskiego Komitetu Wyzwolenie Narodowego – marionetkowego, komunistycznego polskiego quasi rządu. Pod koniec lipca został on przerzucony do Chełma, a następnie do Lublina, skąd kontrolował zajmowane przez Armię Czerwoną polskie ziemie. W skład PKWN wszedł także – znów przede wszystkim ze względu na swoje nazwisko – Andrzej Witos, jako wiceprzewodniczący oraz kierownik Resortu Rolnictwa i Reform Rolnych. Jednym z jego głównych zadań miało być przeprowadzenie reformy, której plany znalazły się już w lipcowym Manifeście PKWN. Ziemię najpierw należało odebrać tzw. „obszarnikom”, a do tego potrzebna była odpowiednia ustawa. Witos powołał w tym celu specjalną Komisję Reform Rolnych. Witos – jako wieloletni rolnik – konstatował, że jeśli nadawać ziemię chłopu, to trzeba mu przydzielić ustawowe minimum 5 ha. Na podstawie własnych doświadczeń uważał, że należy od razu tworzyć gospodarstwa pełnowartościowe. 
Ja proponowałem, aby 60% zapasu ziemi przeznaczyć na upełnorolnienie gospodarstw karłowatych przynajmniej do 5 hektarów, z pozostałych zaś 40% tworzyć nowe gospodarstwa o powierzchni powyżej 5 ha. 
Jednak Witos słusznie zwracał uwagę, że w tym momencie, tj. w sierpniu/wrześniu 1944 r., kiedy PKWN kontrolował zaledwie wyzwolone przez Armię Czerwoną tereny Lubelszczyzny, Podlasia, wschodniej Małopolski i wschodniego Mazowsza, nie wystarczyłoby ziemi nawet dla małorolnych na uzupełnienie ich gospodarstw, nie wspominając już o średniorolnych. Stąd też uważał, że racjonalne byłoby odłożenie reformy na parę miesięcy, tj. do czasu, gdy do dyspozycji staną na zachodzie ziemie poniemieckie. Sugerował, aby na razie tylko upełnorolnić część gospodarstw chłopskich w tzw. Polsce „lubelskiej”, a pozostałym beneficjentom zapewnić nadania na zachodzie.
Z kolei komunistom zależało przede wszystkim na tym, aby jak najwięcej chłopów dostało ziemię z rąk PKWN. Miało się to oczywiście przełożyć na późniejsze polityczne poparcie. Jak wynika z nowszych badań, że reforma miała być jedynie propagandowym zabiegiem w perspektywie planowanej już kolektywizacji. Dlatego też nowo tworzone gospodarstwa nie mogły być zbyt duże, bowiem musiały być oparte na indywidualnym gospodarowaniu.

PKWN zajął się projektem reformy rolnej na posiedzeniu 5 września 1944 r. Dyskusji przysłuchiwała się wiceprzewodnicząca PKWN W. Wasilewska, która na tę okoliczność przybyła specjalnie z Moskwy. Podczas referowania wyników prac komisji, Witos twardo obstawał przy swoim stanowisku, że zasada powszechności reformy jednocześnie uniemożliwi tworzenie gospodarstw o powierzchni 5 ha. Stąd postulował odłożenie działań do czasu wyzwolenia pozostałych ziem. Propozycja ta wywołała ostrą dyskusję i sprzeciw działaczy PPR, PPS, ale również części SL. Ludowcy i socjaliści proponowali ograniczenie zasady powszechności i nadanie ziem na razie tylko robotnikom folwarcznym i posiadaczom karłowatych gospodarstw. Pozwoliłoby to na utrzymanie przy podziale 5 ha jako minimum. Zgodnie z prawdą podkreślali, że zmniejszenie nadziałów jest sprzeczne z założeniami zawartymi w Manifeście. Jednak również na taki plan nie zgadzali się komuniści. Argumentowali, że ograniczenie uprawnionych do otrzymania ziemi będzie krzywdzące względem pozostałych warstw chłopa pracującego, co może wywołać niezadowolenie i zamieszki na wsiach. Przypominali, że po wyzwoleniu dalszych ziem, przewidziano możliwość powiększania gospodarstw.
Wasilewska stwierdziła, że nie zgadza się na takie postawienie sprawy i że ziemię powinien otrzymać każdy. Ziemia obszarników powinna być przejęta najpóźniej do 20 listopada, a do 20 grudnia rozdzielona, czyli dekret o reformie rolnej ma być do tego czasu wykonany. Starałem się wyjaśnić członkom PKWN, że wnioski Wasilewskiej są nie do przyjęcia.
– relacjonował to Witos. Opór ludowca został jednak brutalnie złamany. Jak przytaczała to wydarzenie Wasilewska: 
I wtedy Witos zaczął robić obstrukcję wzorowaną na przykładach parlamentu austriackiego, tzn. długo i bez końca gadać przy rozmaitych punktach, prosić o doprecyzowanie tego lub innego sformułowania. To nie była dyskusja, ale po prostu obstrukcja. Opór Witosa pokonałam bardzo paskudnym chwytem, którego głębi paskudności sama wtedy nie potrafiłam ocenić, oceniłam to dopiero kilka lat później, dowiedziawszy się pewnych rzeczy. W jakiejś chwili przerwy, kiedy przyniesiono kanapki, ktoś mówił coś o pogodzie, a ja zapytałam Witosa „Ciekawe jaka o tej porze jest pogoda w Komi?” Wówczas Witos usiadł i więcej głosu nie zabrał. 
Po uchwaleniu dekretu o reformie rolnej, Andrzej Witos – który dał już reformie swoje nazwisko –przestał być komunistom potrzebny. Teraz, jego odmienne poglądy i sposób realizacji zleconych zadań stanowiły dla komunistów problem. O usunięciu Witosa zadecydowano faktycznie już w Moskwie pod koniec września. Władysław Gomułka relacjonował spotkanie 29 września 1944 r. na Kremlu Stalina z grupą polskich komunistów, kiedy to dyktator ostro zganił Bolesława Bieruta: 
[…] właśnie pod koniec tej kolacji, kiedy jej uczestnicy po wypiciu szampana z rogów baranich powstali od stołu i rozeszli się w trzech grupach do różnych miejsc biesiadnej sali, Stalin i Mołotow przeprowadzili z Bierutem ów „rugatelnyj razgawor”, którego treść zrelacjonował nam Bierut na posiedzeniu biura zaraz po powrocie do Lublina. Brutalne zwymyślanie Bieruta za metody realizowania dekretu o reformie rolnej i za stosunek do wywłaszczonych obszarników odnosiło się faktycznie do całego kierownictwa partii. Musieliśmy więc dokonać gwałtownego zwrotu na tym odcinku działalności partii i PKWN. Ze zrozumiałych względów prawdziwe przyczyny tego zwrotu nie mogły być ujawnione. Znało je tylko wąskie grono ludzi z centralnego kierownictwa partii. 
Następnie Bolesław Bierut informował 9 października członków KC PPR: 
Na tej drugiej konferencji tow. Stalin interesował się konkretnymi krokami powziętymi celem realizacji reformy [rolnej]. Na nasze sprawozdanie reagował bardzo niecierpliwie. Podkreślił, że nie doceniamy ważności sprawy. Taka rewolucja agrarna może być przeprowadzona tylko drogą rozpętania ruchu masowego i oddanie tak ważnej sprawy w ręce jednemu człowiekowi [Witosowi] było błędem. 
Andrzej Witos – na polecenie z Moskwy – został usunięty z PKWN 9 października 1944 r.

## Działalność po wojnie
Od 1944 r. był posłem (najpierw z ramienia Stronnictwa Ludowego, później Polskiego Stronnictwa Ludowego) do Krajowej Rady Narodowej – marionetkowego, stworzonego przez działaczy komunistycznych quasi parlamentu. W 1947 r. zdobył mandat posła na Sejm Ustawodawczy z ramienia PSL. W obu tych gremiach był członkiem kilku komisji – w ich pracach, a także w wypowiedziach na forum najwięcej uwagi poświęcał kwestiom pomocy repatriantom i przesiedleńcom, a także próbom nagłaśniania dyskryminowania oraz terroryzowania przez komunistów działaczy ruchu ludowego. Ponadto odwiedzał liczne miejscowości, gdzie spotykał się z potrzebującymi, zbierał ich relacje i próbował zapewnić doraźną pomoc materialną. Dokonywał licznych wizji lokalnych, kontroli, obserwacji, inspekcji. W 1950 r., wraz z kilkoma innymi posłami PSL, został zmuszony do zrzeczenia się mandatu poselskiego.

Równolegle przez cały ten czas czynnie działał w ruchu ludowym. W 1944 r. został członkiem Stronnictwa Ludowego „Wola Ludu”, a następnie członkiem zarządu Stronnictwa Ludowego – koncesjonowanego, uzależnionego od komunistów ugrupowania. Po rozłamie w SL należał do grupy większości działaczy, która wraz ze Stanisławem Bańczykiem przystąpiła po sierpniu 1945 r. do Polskiego Stronnictwa Ludowego pod kierownictwem Stanisława Mikołajczyka (nominalnym prezesem PSL był do swej śmierci w październiku 1945 Wincenty Witos). Od 1945 do 1949 był członkiem Rady Naczelnej PSL. Po odwilży gomułkowskiej wstąpił do Zjednoczonego Stronnictwa Ludowego. W tym roku też został prezesem łódzkiego Komitetu Powiatowego ZSL. honorowym prezesem Komitetu Wojewódzkiego ZSL w Łodzi. Nie odegrał już żadnej roli – ani w polityce, ani w strukturach ruchu ludowego, sporadycznie pojawiał się na lokalnych uroczystościach, jak dożynki. Jego postać pojawia się w sprawozdaniach SB z końca lat 50., w których notowano m.in., że 
krytykuje zasady współpracy z P.Z.P.R-em.
W latach 1945–1946, pracował w mieszczącym się w Łodzi Zarządzie Centralnym Państwowego Urzędu Repatriacyjnego. W zamian za utracone na wschodzie ziemie, otrzymał gospodarstwo w Łodzi, gdzie mieszkał do końca życia.
Wspólnie z żoną Katarzyną (zd. Biała) doczekali się sześciorga dzieci – czterech synów, kolejno: Stanisława, Franciszka, Juliana i Tadeusza oraz dwóch córek: Ludwiki i Genowefy, które zmarły we wczesnym dzieciństwie. Małżeństwo Witosów pochowane zostało na cmentarzu pw. św. Rocha na Radogoszczu (przy ul. Zgierskiej 145) w Łodzi.